# Актуальне членування речення
Актуальне членування речення — це членування речення за змістом на дві частини: предмет мовлення й те, що про нього говориться.
Речення має дві змістові частини: одна з них називає предмет мовлення, інша позначає (повідомляє) якусь нову інформацію про нього. Друга частина є головною. Вихідна частина висловлювання (задане, відоме) називається темою, а та частина, яка щось стверджує про тему, — ремою. Ці дві частини відповідно ще називають психологічним (логічним) суб'єктом і психологічним (логічним) предикатом.
Наприклад, речення Я приніс вам книжку за допомогою інтонаційно-змістового членування можна перетворити на чотири фрази, які матимуть одну й ту саму модель речення, одне й те саме лексичне наповнення, але різне актуальне членування та відповідно різний (смисловий) зміст;
Я приніс вам книжку. Ремою є я, і фраза має значення «не хтось інший, а саме я це зробив»;
Я приніс вам книжку. Ремою є приніс, і фраза зображає ситуацію, за якої співрозмовник вимагає повернути книжку, а мовець відповідаю йому, що, книжку він уже повернув.
Я приніс вам книжку. Рема вам акцентує на тому, що книжка принесена саме для цієї особи;
Я приніс вам книжку. Рема книжку передбачає, що комусь принесли декілька речей — книжку, журнал, газету тощо й той хтось хотів би знати, що приніс йому співрозмовник.
Основними засобами актуального членування є інтонація (постановка логічного наголосу) і порядок слів.
Актуальне членування речення служить одним із засобів зв'язку речень у тексті.
Є два основних типи співвідношення тем у сусідніх реченнях:
1) послідовний (темою наступного речення є рема попереднього): 
В аудиторію ввійшов декан. Він сказав, що в суботу відбудеться конкурс читців. Читці повинні підготувати на конкурс три твори — вірш, байку, прозовий уривок. Твори мають бути високохудожніми й актуальними;
2) паралельний (одна й та сама тема повторюється в декількох реченнях):
Квіти цвіли всюди. Вони вишивали дивні візерунки на схилах Кримських гір. Вони п'янили своїм густим ароматом на приморських бульварах. Вони чарували своїми різнобарвними кольорами в парках і скверах. Квіти, квіти, квіти.